# Historisk Tidsskrift
Historisk Tidsskrift er et dansk tidsskrift for historisk forskning. Det er verdens ældste nulevende nationale historiske tidsskrift, som blev startet i 1840 af Christian Molbech, med udgangspunkt i Den danske historiske Forening, der var blevet grundlagt året før. Historisk Tidsskrift havde et bredt nationalhistorisk, antikvarisk og litteraturhistorisk sigte frem til at vedtægterne blev ændret i 1876. Professionaliseringen af historieforskningen i Danmark, der fra det tidspunkt udgik fra Københavns Universitet, medførte, at den kritiske, kildebaserede afhandling blev sat i centrum. I 1899 fik tidsskriftet efter tysk og fransk forbillede rubrikken "Nyt fra historisk videnskab", som fra midt i 1960erne udvikledes til en omfattende almen orientering om historisk litteratur. Historisk Tidsskrift har traditionelt været opfattet som landets førende faghistoriske tidsskrift, sammen med Den jyske Historiker (nu fusioneret med Historie til TEMP) og Slagmark, der dog udelukkende fokuserer på idéhistorie.
Tidsskriftet indeholder artikler, debat, nekrologer og anmeldelser af væsentlig litteratur om dansk historie i bredeste forstand. Aktuelle metodiske og teoretiske spørgsmål debatteres løbende. For tiden udkommer der to hæfter om året.Der findes også både et norsk tidsskrift med samme titel og et svensk, der dog adskiller sig ved, at det på svensk hedder en tidskrift. Christian Molbech var den første redaktør for tidsskriftet, der siden 1973 har haft to redaktører. Årgange ældre end fem år af tidsskriftet er offentligt tilgængelige på det Kongelige Biblioteks portal tidsskrift.dk.

## Redaktører af Historisk Tidsskrift
- 1839-1853: Christian Molbech
- 1853-1865: Niels Ludvig Westergaard
- 1865-1878: Edvard Holm
- 1878-1897: Carl Frederik Bricka
- 1897-1912: Julius Albert Fridericia
- 1912-1917: Kristian Erslev
- 1917-1924: Erik Arup
- 1924-1932: Ellen Jørgensen
- 1932-1942: Axel Linvald
- 1942-1965: Povl Bagge og Astrid Friis
- 1965-1973: Svend Ellehøj
- 1973-1982: Inga Floto og Erling Ladewig Petersen
- 1982-1988: Hans Kirchhoff
- 1982-1989: Esben Albrectsen
- 1988-2006: Carsten Due-Nielsen
- 1989-2003: Anders Monrad Møller
- 2004-2013: Jan Pedersen
- 2006-2013: Regin Schmidt
- 2014-2023: Jes Fabricius Møller
- 2014- : Sebastian Olden-Jørgensen
- 2023- : Joachim Lund